# 1992년 하계 올림픽 유도
1992년 하계 올림픽 유도(스페인어: Judo en los Juegos Olímpicos de 1992)는 1992년 하계 올림픽의 정식 종목으로 진행된 유도 경기로 1992년 7월 26일부터 7월 31일까지 스페인 바르셀로나에서 열렸다. 이 대회부터 여자 유도 종목이 정식으로 포함되었다.

## 경기장
1992년 올림픽 유도 경기는 바르셀로나에 있는 팔라우 블라우 그라나에서 진행되었다.
| 도시                   | 경기장                                  | 비고    |
| ---------------------- | --------------------------------------- | ------- |
| 바르셀로나 (Barcelona) | 팔라우 블라우 그라나 (Palau Blau Grana) | 전 경기 |

## 세부 종목
여자 종목이 정식으로 포함되어 남녀 각 7종목씩 총 14종목이 진행되었으며, 세부 종목은 아래와 같다.
| - 남자 종목 - 60kg급 - 65kg급 - 71kg급 - 80kg급 - 90kg급 - 95kg급 - 95kg이상급 | - 여자 종목 - 48kg급 - 52kg급 - 56kg급 - 61kg급 - 66kg급 - 72kg급 - 72kg이상급 |

## 메달리스트

### 남자
| 종목                   | 금                           | 은                         | 동                         |
| ---------------------- | ---------------------------- | -------------------------- | -------------------------- |
| 남자 60kg급 자세히     | 나짐 휘세이노프 · 연합       | 윤현 · 대한민국            | 고시노 다다노리 · 일본     |
| 남자 60kg급 자세히     | 나짐 휘세이노프 · 연합       | 윤현 · 대한민국            | 리하르트 트라우트만 · 독일 |
| 남자 65kg급 자세히     | 호제리우 삼파이우 · 브라질   | 차크 요제프 · 헝가리       | 우도 켈말츠 · 독일         |
| 남자 65kg급 자세히     | 호제리우 삼파이우 · 브라질   | 차크 요제프 · 헝가리       | 이스라엘 에르난데스 · 쿠바 |
| 남자 71kg급 자세히     | 고가 도시히코 · 일본         | 허이토시 베르털런 · 헝가리 | 정훈 · 대한민국            |
| 남자 71kg급 자세히     | 고가 도시히코 · 일본         | 허이토시 베르털런 · 헝가리 | 오렌 스마자 · 이스라엘     |
| 남자 78kg급 자세히     | 요시다 히데히코 · 일본       | 제이슨 모리스 · 미국       | 베르트랑 다메쟁 · 프랑스   |
| 남자 78kg급 자세히     | 요시다 히데히코 · 일본       | 제이슨 모리스 · 미국       | 김병주 · 대한민국          |
| 남자 86kg급 자세히     | 발데마르 레기엔 · 폴란드     | 파스칼 타요 · 프랑스       | 니컬러스 길 · 캐나다       |
| 남자 86kg급 자세히     | 발데마르 레기엔 · 폴란드     | 파스칼 타요 · 프랑스       | 오카다 히로타카 · 일본     |
| 남자 95kg급 자세히     | 코바치 언털 · 헝가리         | 레이먼드 스티븐스 · 영국   | 테오 메이여르 · 네덜란드   |
| 남자 95kg급 자세히     | 코바치 언털 · 헝가리         | 레이먼드 스티븐스 · 영국   | 드미트리 세르게예프 · 연합 |
| 남자 95kg이상급 자세히 | 다비트 하할레이슈빌리 · 연합 | 오가와 나오야 · 일본       | 최스 임레 · 헝가리         |
| 남자 95kg이상급 자세히 | 다비트 하할레이슈빌리 · 연합 | 오가와 나오야 · 일본       | 다비드 두이예 · 프랑스     |

### 여자
| 종목                   | 금                        | 은                               | 동                           |
| ---------------------- | ------------------------- | -------------------------------- | ---------------------------- |
| 여자 48kg급 자세히     | 세실 노바크 · 프랑스      | 다무라 료코 · 일본               | 아마릴리스 사본 · 쿠바       |
| 여자 48kg급 자세히     | 세실 노바크 · 프랑스      | 다무라 료코 · 일본               | 휠리아 셰니우르트 · 튀르키예 |
| 여자 52kg급 자세히     | 알무데나 무뇨스 · 스페인  | 미조구치 노리코 · 일본           | 리중윈 · 중화인민공화국      |
| 여자 52kg급 자세히     | 알무데나 무뇨스 · 스페인  | 미조구치 노리코 · 일본           | 섀런 렌들 · 영국             |
| 여자 56kg급 자세히     | 미리암 블라스코 · 스페인  | 니컬라 페어브라더 · 영국         | 드리울리스 곤살레스 · 쿠바   |
| 여자 56kg급 자세히     | 미리암 블라스코 · 스페인  | 니컬라 페어브라더 · 영국         | 다테노 지요리 · 일본         |
| 여자 61kg급 자세히     | 카트린 플뢰리 · 프랑스    | 야엘 아라드 · 이스라엘           | 옐레나 페트로바 · 연합       |
| 여자 61kg급 자세히     | 카트린 플뢰리 · 프랑스    | 야엘 아라드 · 이스라엘           | 장디 · 중화인민공화국        |
| 여자 66kg급 자세히     | 오달리스 레베 · 쿠바      | 에마누엘라 피에란토치 · 이탈리아 | 케이트 하우이 · 영국         |
| 여자 66kg급 자세히     | 오달리스 레베 · 쿠바      | 에마누엘라 피에란토치 · 이탈리아 | 헤이디 라컬스 · 벨기에       |
| 여자 72kg급 자세히     | 김미정 · 대한민국         | 다나베 요코 · 일본               | 이레너 더 콕 · 네덜란드      |
| 여자 72kg급 자세히     | 김미정 · 대한민국         | 다나베 요코 · 일본               | 레티시아 메냥 · 프랑스       |
| 여자 72kg이상급 자세히 | 좡샤오옌 · 중화인민공화국 | 에스텔라 로드리게스 · 쿠바       | 나탈리나 뤼피노 · 프랑스     |
| 여자 72kg이상급 자세히 | 좡샤오옌 · 중화인민공화국 | 에스텔라 로드리게스 · 쿠바       | 사카우에 요코 · 일본         |

## 메달 집계

### 최종 순위
| 순위 | 국가                 | 금메달 | 은메달 | 동메달 | 합계 |
| ---- | -------------------- | ------ | ------ | ------ | ---- |
| 1    | 일본 (JPN)           | 2      | 4      | 4      | 10   |
| 2    | 프랑스 (FRA)         | 2      | 1      | 4      | 7    |
| 3    | 연합 (EUN)           | 2      | 0      | 2      | 4    |
| 4    | 스페인 (ESP)         | 2      | 0      | 0      | 2    |
| 5    | 헝가리 (HUN)         | 1      | 2      | 1      | 4    |
| 6    | 쿠바 (CUB)           | 1      | 1      | 3      | 4    |
| 7    | 대한민국 (KOR)       | 1      | 1      | 2      | 4    |
| 8    | 중화인민공화국 (CHN) | 1      | 0      | 2      | 3    |
| 9    | 브라질 (BRA)         | 1      | 0      | 0      | 1    |
| 9    | 폴란드 (POL)         | 1      | 0      | 0      | 1    |
| 10   | 영국 (GBR)           | 0      | 2      | 2      | 4    |
| 11   | 이스라엘 (ISR)       | 0      | 1      | 1      | 2    |
| 12   | 이탈리아 (ITA)       | 0      | 1      | 0      | 1    |
| 12   | 미국 (USA)           | 0      | 1      | 0      | 1    |
| 13   | 독일 (GER)           | 0      | 0      | 2      | 2    |
| 13   | 네덜란드 (NED)       | 0      | 0      | 2      | 2    |
| 14   | 벨기에 (BEL)         | 0      | 0      | 1      | 1    |
| 14   | 캐나다 (CAN)         | 0      | 0      | 1      | 1    |
| 14   | 튀르키예 (TUR)       | 0      | 0      | 1      | 1    |
| 합계 | 합계                 | 14     | 14     | 14     | 42   |